# الدار للنشر والتوزيع
دار نشر مصرية تأسست عام 2005، على يد الفنان التشكيلي محمد صلاح مراد.
ساهمت بشكل كبير في رواج الحركة الثقافية في مصر، وكتب فيها مشاهير مثل إبراهيم عيسى، مكاوي سعيد، عمار علي حسن"
لها أكثر من 300 إصدار في السوق المصرية ويكتب فيها العديد من الكتاب العرب أمثال خضير ميري وجبار يس، تساهم الدار في تشجيع الشباب المثقفين بإصدار سلسلة «مترو».

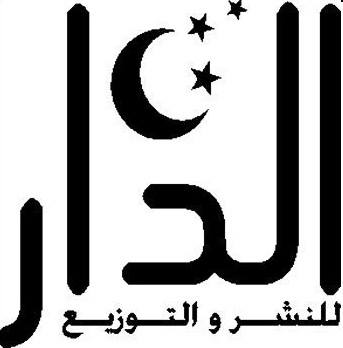